# Istituto Carlo Cattaneo
La Fondazione di ricerca Istituto "Carlo Cattaneo" si occupa di studi politici, sociali, culturali ed economici e ha sede a Bologna.
L’Istituto Cattaneo sorge nel gennaio 1965, raccogliendo l’eredità dell’Associazione politico-culturale “Carlo Cattaneo” – costituita dello stesso gruppo di intellettuali che aveva fondato nel 1951 la rivista "il Mulino" e nel 1954 l’omonima casa editrice. Nel maggio del 1986, con decreto del Presidente della Repubblica, l’Istituto Cattaneo viene riconosciuto come Fondazione ed eretto in ente morale.
L’Istituto Cattaneo è un centro di studi che ha lo scopo di promuovere ricerche, analisi e ogni altra attività culturale e formativa volta all’approfondimento e alla divulgazione dei fenomeni sociali e politici e ad alimentare ed arricchire il dibattito pubblico.

## Storia
Il 25 aprile del 1951 esce il primo numero della rivista “il Mulino”: si tratta di un foglio universitario, dell’espressione di un gruppo di studenti e neo-laureati dell’Università di Bologna. 
A tre anni di distanza, nel giugno del 1954, lo stesso gruppo si fa promotore della casa editrice “il Mulino”. In quell’anno la casa editrice pubblica due volumi molto significativi: “Geografia delle elezioni italiane” a cura di Francesco Compagna e Vittorio De Caprariis e “Filosofia e Sociologia” a cura di Nicola Abbagnano. Entrambi gli argomenti trattati nei volumi (analisi dei dati elettorali e sociologia) si riveleranno essere temi portanti della casa editrice e, successivamente, dell’Istituto Cattaneo.
L’esigenza di istituire una sede di studio e di organizzazione autonoma rispetto alla casa editrice si traduce, nel 1956, nella costituzione della “Associazione di studi e ricerche Carlo Cattaneo”. 
Il gruppo dei fondatori dell’Associazione decide di intitolarla “Carlo Cattaneo” non solo come omaggio a uno dei protagonisti del Risorgimento e dell’Unità nazionale, ma anche come riconoscimento dell’approccio empirico utilizzato da Cattaneo nelle sue ricerche. Il criterio metodologico di Carlo Cattaneo viene subito preso a modello per le attività dell’Associazione e fa emergere due tratti distintivi: l’approccio empirico alla ricerca e lo spirito laico-riformista.
L’Associazione Cattaneo vara un periodo di studi pioneristici: sul sistema scolastico e l’università italiana, sul pregiudizio etnico, sulla sicurezza sociale e la ricerca scientifica in Italia.
A seguito di una riorganizzazione del “sistema” Mulino viene creato, nel 1965, l’Istituto di studi e ricerche Carlo Cattaneo. L’Istituto è diretto erede dell’attività di ricerca dell’Associazione Carlo Cattaneo, ribattezzata Associazione “il Mulino”, ed agisce originariamente come suo comitato. 
Le attività di ricerca svolte tra il 1965 ed il 1970 qualificano l’Istituto Cattaneo a livello nazionale e internazionale e ne connotano le aree di indagine: scuola, comportamento elettorale, partiti e sociologia politica. 
In quegli anni infatti vengono pubblicati studi costitutivi dell’immagine del Cattaneo: “L’attivista di partito” a cura di Francesco Alberoni, “Il comportamento elettorale” a cura di Giorgio Galli, “La presenza sociale del Pci e della Dc” a cura di Agopik Manoukian e “L’organizzazione del Pci e della Dc” a cura di Gianfranco Poggi. Escono inoltre alcuni risultati di ricerche sulla scuola e sull’università: “I laureati in Italia”, “Le vestali della classe media” di Marzio Barbagli e Marcello Dei e “Il sistema scolastico italiano” di Anna Laura Fadiga Zanatta.
Sul finire degli anni Settanta l’Istituto Cattaneo sceglie di concentrare le attività di ricerca sui suoi temi distintivi, cioè quelli politico-elettorali (i partiti e il comportamento elettorale). Rafforza inoltre il focus sugli studi a carattere empirico. Tuttavia, a partire dagli anni Ottanta la gamma delle tematiche trattate si amplia notevolmente: vengono effettuate anche ricerche sulla famiglia, sulla criminalità, sul terrorismo e la violenza politica in Italia, sull’immigrazione.
Nel 1984 viene costituita la Fondazione di ricerca Istituto Carlo Cattaneo, allo scopo di dotare l’Istituto di una propria autonomia pur mantenendolo all’interno del “sistema” Mulino. Tale intento è illustrato chiaramente dal logo della Fondazione Istituto Cattaneo: un mulino, raffigurato da una prospettiva diversa rispetto a quello del logo della casa editrice, con la macina (cioè il simbolico motore della ricerca) ben in vista. 

## Organi della Fondazione
La Fondazione è dotata di un proprio Statuto, che regola i suoi organi:
- il Consiglio Direttivo
- il Presidente
- il Direttore
- il Comitato Scientifico
- l’Assemblea dei Sostenitori

Il Consiglio Direttivo è formato da quattro persone nominate dall’Associazione “il Mulino”, una nominata dal Ministro per la ricerca scientifica più altre eventualmente designate da privati o da enti pubblici che abbiano deciso di partecipare alla fondazione o di aderirvi. Il Consiglio Direttivo approva i piani di attività e i bilanci, nomina il Presidente, il Direttore e i componenti del Comitato Scientifico. 
Il Presidente è il rappresentante legale della Fondazione. 
Il Direttore dirige le attività dell'Istituto ed è componente del Consiglio Direttivo.
Il Comitato Scientifico ha funzioni di indirizzo culturale.

## Presidenti
- Federico Manici (in carica dal 1965 al 1966)
- Nicola Matteucci (in carica dal 1966 al 1969)
- Vittorio Capecchi (in carica dal 1969 al 1973)
- Giorgio Galli (in carica dal 1973 al 1975)
- Gerardo Santini (in carica dal 1975 al 1976)
- Arturo Parisi (in carica dal 1976 al 1978)
- Luigi Pedrazzi (in carica dal 1978 al 1996)
- Raimondo Catanzaro (in carica dal 1996 al 2011)
- Elisabetta Gualmini (in carica dal 2011 al 2014)
- Francesco Vella (in carica dal 2014 al 2015)
- Pier Giorgio Ardeni (in carica dal 2015 al 2019)
- Asher Colombo (in carica dal 2020)

## Pubblicazioni
- “Politica in Italia” è un annuario sui fatti dell’anno in politica, nella società e nelle istituzioni italiane. Viene pubblicato dal 1987 in collaborazione con Johns Hopkins University SAIS Europe, Bologna. Il volume è disponibile anche in inglese con il titolo “Italian Politics” e, dal 2018, viene presentato come numero monografico (Politics in Italy) della rivista Contemporary Italian Politics.
- “Polis - Ricerche e studi su società e politica” è una rivista a periodicità quadrimestrale. Viene pubblicata dal 1987.
- “Misure - Materiali di ricerca dell’Istituto Cattaneo” è una collana che dal 1978 raccoglie alcuni dei risultati di studi e ricerche dell’Istituto.

I lavori prodotti dall’Istituto Cattaneo vengono pubblicati nelle seguenti collane della casa editrice “il Mulino”: 
- “Ricerche e studi dell’Istituto Cattaneo”, studi ed analisi sulla politica in Italia.
- “Saperi Sociali”, studi sulla società contemporanea e la sua cultura in evoluzione.
- “Elezioni, governi e democrazia”, rapporti sui sistemi politici stranieri elaborati in occasione delle elezioni del Paese in oggetto.
- “Stranieri in Italia”, raccolta di ricerche empiriche sull’immigrazione in Italia.
- “Cultura in Italia”, raccolta di ricerche empiriche sui media e la vita culturale in Italia.

## Eventi e conferenze
L’Istituto Cattaneo organizza conferenze, dibattiti e presentazioni finalizzate alla disseminazione delle proprie attività di ricerca. 
Nel 2017, l’Istituto Cattaneo ha organizzato la “Conferenza Internazionale sulle Disuguaglianze” che ha visto la partecipazione di stimati studiosi provenienti da tutto il mondo quali il premio Nobel Joseph Stiglitz, Stephen Jenkins, Jaques Silber, John Goldthorpe, Ernesto Sirolli, Lynn Prince Cooke.